# 范敵鎧
范敵鎧（？—？），字不詳。林邑國王子，林邑國第二王朝第三代王范胡達之子，其兄范敵真在范胡達死後立即繼位為國王，范敵鎧因而與母親逃亡。范敵真很後悔不能容納母親及弟弟，於是捨國赴天竺，禪位於外甥范敵文。